# Ан Едвардс
Ан Едвардс (Порт Честер, 20. август 1927 — Беверли Хилс, 20. јануар 2024) била је америчка списатељица најпознатија по својим биографијама, укључујући биографије познатих личности попут Марије Калас, Џуди Гарланд, Кетрин Хепберн, Вивијен Ли, Маргарет Мичел, Роналда Регана, Барбре Страјсенд, Ширли Темпл и краљевских личности укључујући  краљицу Марију од Тека, краљицу Елизабету II, принцезу Маргарету, принцезу Дајану и грофицу Софију Толстој.

## Младост и образовање
Ан Луиз Џозефсон је рођена 20. августа 1927. у Порт Честеру у држави Њујорк у породици Милтона и Меријан (Фиш) Џозефсон. Њен отац је био путујући продавац одеће, а мајка домаћица. Породица се преселила у Лос Анђелес 1932. године, где је Ан почела као дете - глумац на радију и на сцени, наступајући са Меглин Кидис и трупом Гаса Едвардса. Године 1944, са 17 година, ангажовао ју је МГМ Студио, тако да је постала најмлађи писац за студио, и зарађивала 150 долара недељно. Ан је похађала Универзитет Калифорније у Лос Анђелесу током школске године 1945–1946, а такође је студирала на Јужном методистичком универзитету од 1947. до 1948. године. 1949. године, са 22 године, продала је свој први сценарио, филм Quantez, у коме су глумили Фред МекМари и Дороти Малон.

## Каријера
Њени рани филмови укључују; A Question of Adultery са Џули Лондон и Ентони Стилом; била је и коаутор првог нацрта сценарија за филм Смешна девојка са Барбром Страјсенд у главној улози. Свој први роман, The Survivors, написала је 1968. године, а затим је написала осам романа, шеснаест биографија, три књиге за децу и два мемоара (један са својим покојним супругом Стивеном Ситроном). Године 1975. написала је своју прву биографију славне личности, Judy Garland: A Biography, а њена биографија Роналда Регана из 1990. године, Early Reagan: The Rise to Power, била је номинована за Пулицерову награду.
Средином 1970-их, Ан је ангажовала компанија Занук-Браун да напише причу која би могла да се адаптира као филмски наставак филма Прохујало са вихором. Написала је добро истражен роман, који на крају није искоришћен за наставак и сам никада није објављен. Радећи на овом роману одлучила је да напише своју биографију Маргарет Мичел.
Ан Едвардс је била председник Удружења аутора и била је у његовом управном одбору. Њена колекција књижевних рукописа, радова и сродних материјала сада је део Одељења за посебне збирке Истраживачке библиотеке Чарлса Е. Јанга на Универзитету Калифорније у Лос Анђелесу, где је предавала писање.
У интервјуу за Publishers Weekly, Ан је рекла: „Погоди ме идеја, онда развијам причу или, у случају биографије, мислим на особу која представља ту тему. Вивијен (Ли), Џуди (Гарланд) и Софија (Толстој) су били веома интересантни људи и симболични су за неке ствари: Џуди, експлоатација жене; Вивијен, неко ко је патио од маничне депресије, Софија, интелигентна жена потчињена човеку који ју је искористио, и направио негативца од ње“.

## Лични живот
Ан Едвардс се удавала три пута. Њен први муж, за кога се удала 1947. године, био је Харви Вишнер, нећак сценаристе, продуцента и редитеља Роберта Росена. Њен други брак био је са филмским продуцентом Леоном Бекером, а трећи са пијанистом и композитором Стивеном Ситроном, који је умро 2013. Педесетих година прошлог века преселила се у иностранство, где је живела као исељеница у Енглеској, Швајцарској и Француској. Према њеној аутобиографији, Leaving Home: A Hollywood Writer's Years Abroad, разлог њеног напуштања Сједињених Држава био је то што је била на главној црној листи Комитета за неамеричке активности Представничког дома, чији је циљ био да „избрише напредњаке и унионисте у филмском послу и друштвено критичком стварању слика“. Док је живела у Лондону, неколико пута се срела са Џуди Гарланд, која је била тема њене прве биографије славних.  Први пут су се среле када су биле деца, пошто их је представљала иста агенција за таленте која је представљала децу глумце.
Године 1973. вратила се у Сједињене Америчке Државе, где је боравила у Масачусетсу, Конектикату и Њујорку пре него што се коначно вратила на Беверли Хилс. Ан Едвардс је преминула на Беверли Хилсу у Калифорнији 20. јануара 2024. године у 96. години.

### Биографије
- 1975: Judy Garland: A Biography (Simon & Schuster)
- 1977: Vivien Leigh: A Biography (Simon & Schuster)
- 1981: Sonya: The Life of Countess Tolstoy (Simon & Schuster)
- 1983: Road to Tara: Life of Margaret Mitchell (Hodder & Stoughton)
- 1984: Matriarch: Queen Mary and the House of Windsor (William Morrow and Company)
- 1985: A Remarkable Woman: A Biography of Katharine Hepburn (Morrow)
- 1988: The DeMilles: An American Family (ABRAMS Books|Harry N. Abrams)
- 1988: Shirley Temple: American Princess (Morrow)
- 1990: Early Reagan: The Rise to Power (Morrow)
- 1990: Royal Sisters: Queen Elizabeth II and Princess Margaret (Morrow)
- 1992: The Grimaldis of Monaco: Centuries of Scandal/Years of Grace (Morrow)
- 1995: Throne of Gold: The Lives of the Aga Khans (Morrow)
- 1997: Streisand: A Biography (Little, Brown)
- 1997: Diana: The Life She Led (St. Martin's Press)
- 2001: Maria Callas: An Intimate Biography (St. Martin's Press)
- 2003: The Reagans: Portrait of a Marriage (St. Martin's Press)

### Романи
- 1968: The Survivors (Holt McDougal|Holt Rinehart Winston)
- 1970: Miklos Alexandrovitch Is Missing (Coward-McCann)
- 1971: Shadow Of A Lion (Coward, McCann & Geoghegan)
- 1974: Haunted Summer (Bantam Books)
- 1974: The Hesitant Heart (Random House)
- 1975: Child of Night (Random House)
- 1991: Wallis: The Novel (Morrow)
- 1996: La Divina (Random House|Mandarin Publishing)

### Аутобиографије
- 1976 The Inn and Us (Random House), co-authored with husband Stephen Citron
- 2011: "Scarlett and Me" (The Marietta Gone with the Wind Museum)
- 2012: Leaving Home (Scarecrow Press)

### Књиге за децу
- 1977: P. T. Barnum (G. P. Putnam's Sons|Putnam)
- 1977: The Great Houdini (Putnam)
- 1987: A Child's Bible (Topeka Bindery), co-authored with Shirley Steen